# Sarah Walker (BMX)
Pour les articles homonymes, voir Sarah Walker et Walker.
Sarah Walker, née le 10 juillet 1988 à Whakatane est une coureuse cycliste néo-zélandaise, spécialisée dans le BMX. Elle a été championne du monde en BMX standard en 2009 et en BMX cruiser en 2007 et 2009.

## Biographie
En 2007, elle devient championne du monde de BMX dans la catégorie des cruisers. Elle réédite cette performance en 2009 et s'adjuge également le titre en BMX. Entre-temps, elle participe aux Jeux olympiques de 2008 à Pékin, où elle termine quatrième de l'épreuve de BMX.
Elle est sélectionnée pour représenter la Nouvelle-Zélande aux Jeux olympiques d'été de 2012. Elle participe à l'épreuve de BMX. Lors de la manche de répartition, elle réalise le 2e temps. Lors des demi-finales, disputées sur trois courses, elle termine successivement 5e, 4e et 3e des manches et se classe quatrième au général de sa série. Elle dispute la finale, où elle remporte la médaille d'argent.
En juillet 2024, elle est élue au CIO en tant que membres individuels indépendants.

## Palmarès

### Jeux olympiques
- Pékin 2008
  - 4e du BMX

- Londres 2012
  -  Médaillée d'argent du BMX

### Championnats du monde
- Paris 2005
  -  Médaillée d'argent en junior
- Sao Paulo 2006
  -  Médaillée d'argent en cruiser junior
  -  Médaillée de bronze en junior
- Victoria 2007
  -  Championne du monde de BMX cruiser
  -  Médaillée d'argent
- Taiyuan 2008
  -  Médaillée de bronze
  -  Médaillée de bronze en cruiser
- Adélaïde 2009
  -  Championne du monde de BMX
  -  Championne du monde de BMX cruiser
- Pietermaritzburg 2010
  -  Médaillée d'argent
- Copenhague 2011
  -  Médaillée d'argent
- Zolder 2015
  -  Médaillée de bronze du contre-la-montre en BMX

### Coupe du monde
- 2007 : 3e
- 2008 : 3e, vainqueur d'une manche (Adelaïde)
- 2009 : 8e, vainqueur d'une manche (Pietermaritzburg)
- 2010 : 3e, vainqueur d'une manche (Fréjus)
- 2011 : 1re, vainqueur d'une manche (Papendal)
- 2012 : 36e
- 2014 : 18e
- 2015 : 18e
- 2016 : 54e
- 2017 : 45e
- 2018 : 15e
- 2019 : 29e

### Championnats d'Océanie
- Auckland 2016
  -  Championne d'Océanie de BMX
- Bunbury 2018
  -  Championne d'Océanie de BMX
- Te Awamutu2019
  -  Médaillée d'argent du BMX

### Coupe d'Europe
- 2017 : 20e du classement général

## Distinctions
- Ordre du Mérite de Nouvelle-Zélande en juin 2025[5]